# Jacob Groll
Jacob Groll (* 15. Dezember 1979 in Wien) ist österreichischer Filmregisseur und Drehbuchautor.
Er absolvierte seine Ausbildung an der New York Film Academy, dem European Film College und der University of Southern California. 2004, 2005 und 2006 gestaltete er die Festivaltrailer von Vienna Independent Shorts. Sein Dokumentarfilm Der Klang Hollywoods – Max Steiner & seine Erben wurde von Wega Film produziert.
Als Drehbuchautor arbeitet er in letzter Zeit mit Sarah Wassermair zusammen (Janus, SOKO Donau).

## Filmografie
- 2003: Countdown (Regie/Drehbuch)
- 2003: Unspoiled Moment (Regie/Drehbuch)
- 2009: Der Klang Hollywoods – Max Steiner & seine Erben (Regie/Buch)
- 2011: Mala Fide (Regie/Buch)
- 2013: Janus – Fernsehserie (Konzept und Drehbuch mit Sarah Wassermair)
- SOKO Donau – Fernsehserie (Drehbuch mit Sarah Wassermair)
  - „Die letzte Fahrt“, Staffel 8, Folge 2, Regie: Erhard Riedlsperger, 2013
  - „Der Heilige der Verdammten“, Staffel 8, Folge 11, Regie: Manuel Flurin Hendry, 2013
  - „Eine Leiche zu viel“, Staffel 9, Folge 5, Regie: Erhard Riedlsperger, 2013
  - „Mrs. D“, Staffel 9, Folge 9, Regie: Holger Gimpel, 2013
  - „Daddy Cool“, Staffel 9, Folge 14, Regie: Manuel Flurin Hendry, 2013
- 2021: Blind ermittelt – Endstation Zentralfriedhof (Fernsehreihe)